# Lichtenstein (Badenia-Wirtembergia)
Lichtenstein – miejscowość i gmina w Niemczech, w kraju związkowym Badenia-Wirtembergia, w rejencji Tybinga, w regionie Neckar-Alb, w powiecie Reutlingen. Leży częściowo w Jurze Szwabskiej, ok. 9 km na południe od centrum Reutlingen, przy wspólnej części dróg krajowych B312 i B313.

## Dzielnice
W skład gminy wchodzą następujące dzielnice: Holzelfingen (700 m n.p.m.), Honau (565 m n.p.m.) oraz Unterhausen (507 m n.p.m.).

## Zabytki
- zamek Lichtenstein
- ruiny zamku Greifenstein
- kościół św. Błażeja (St. Blasius) w Holzelfingen
- kościół św. Jana (St. Johannes) w Unterhausen
- Muzeum Wilhelma Hauffa w Honau
- jaskinia Nebelhöhle

## Galeria

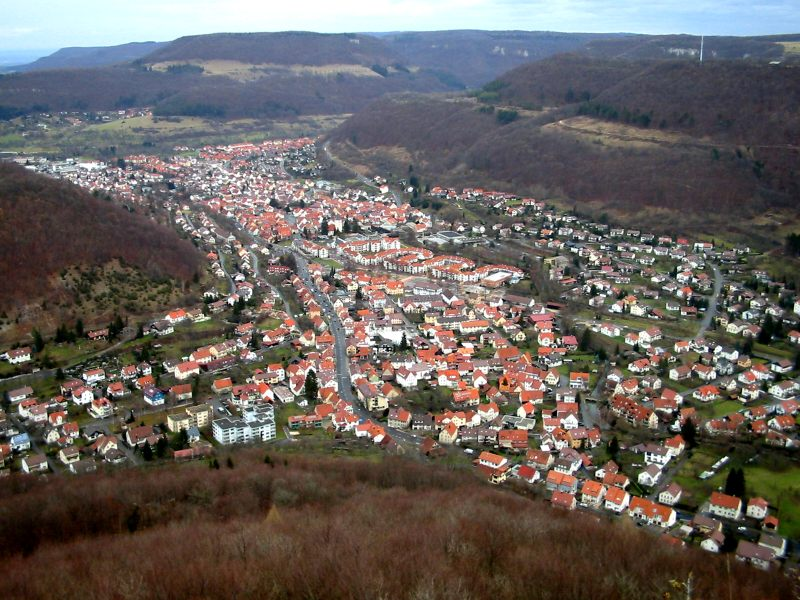
Dzielnica Unterhausen
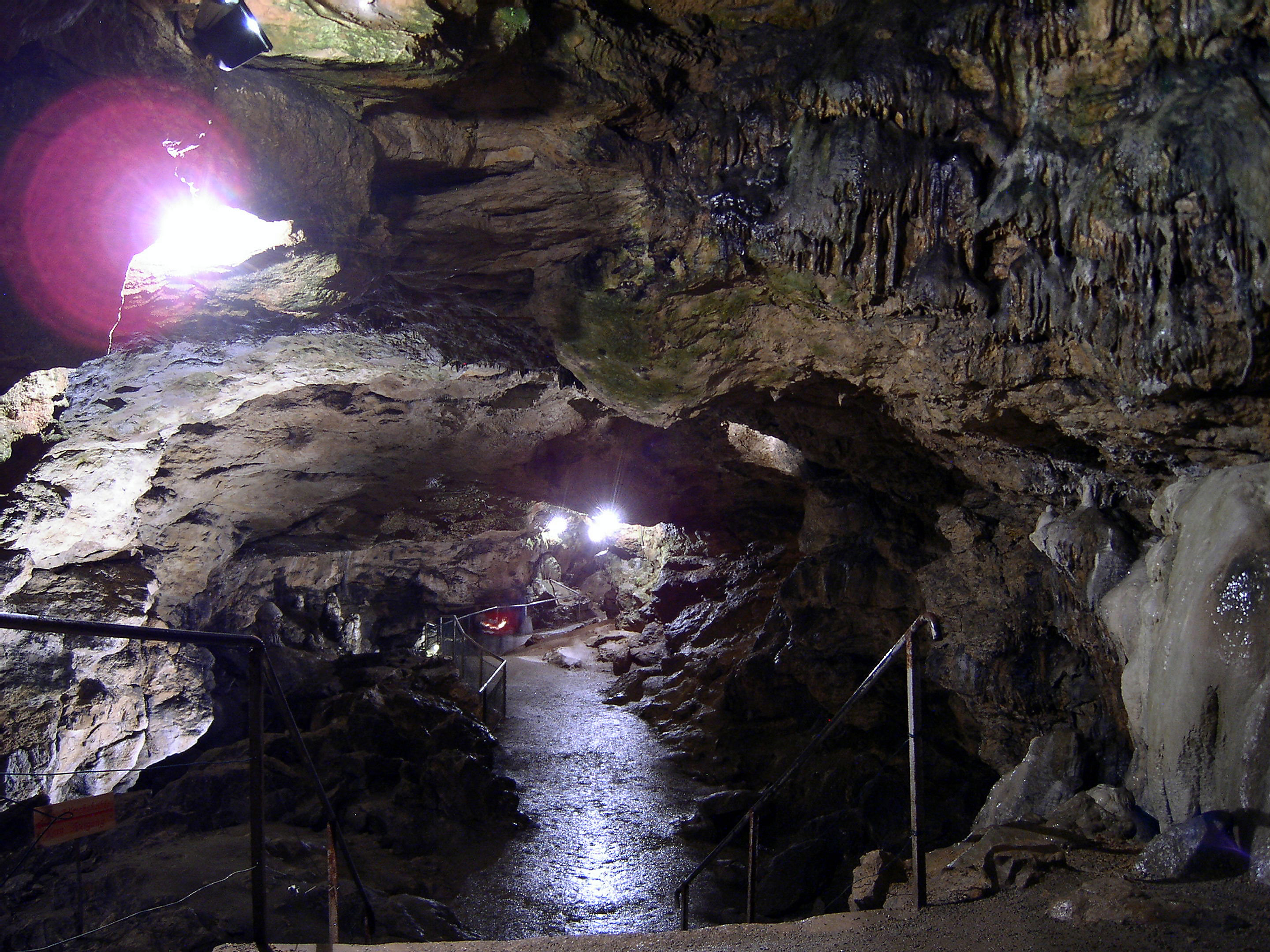
Jaskinia Nebelhöhle
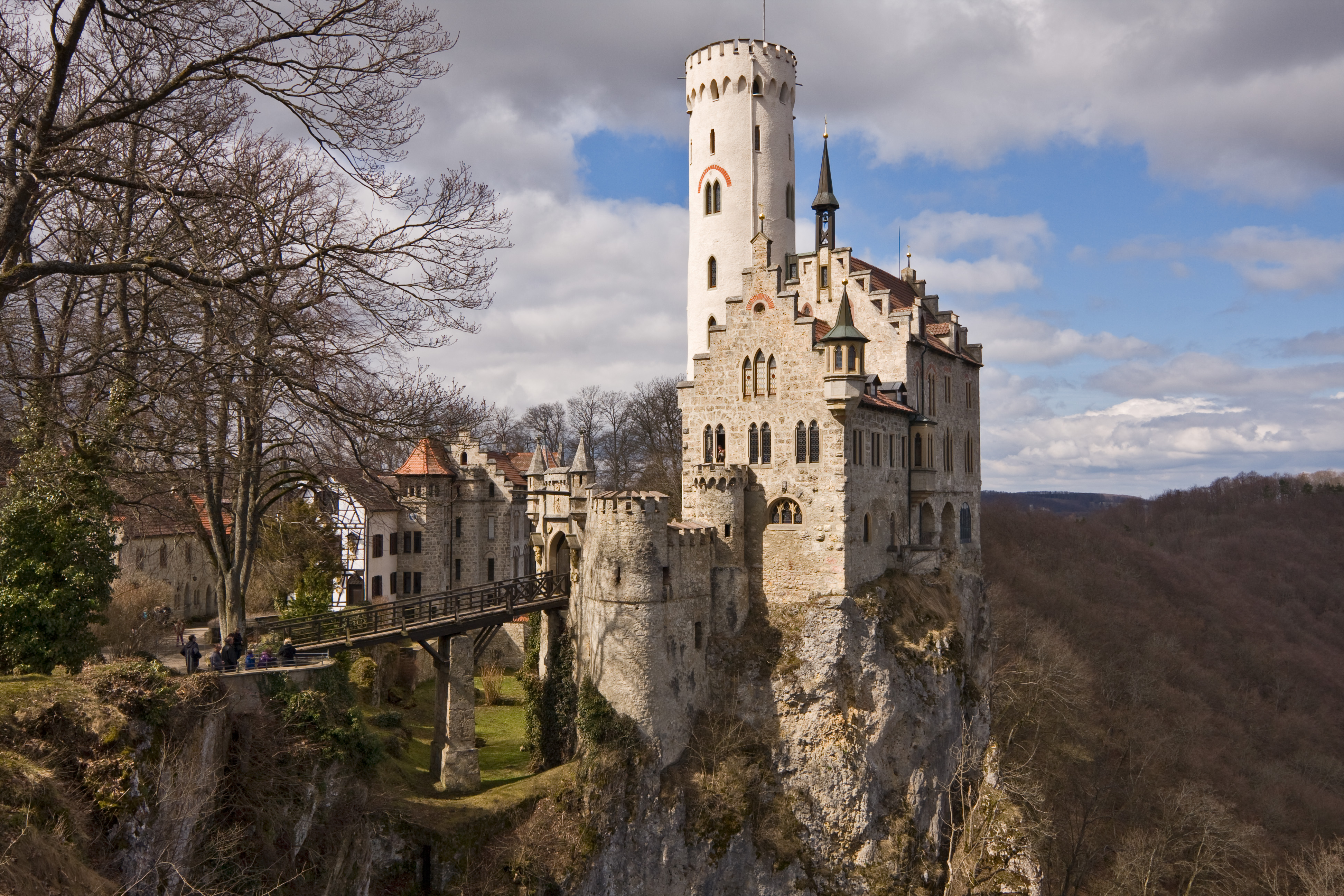
Zamek Lichtenstein